# Чинук (Вашингтон)
Чинук (енгл. Chinook) насељено је место без административног статуса у америчкој савезној држави Вашингтон.

## Демографија
По попису из 2010. године број становника је 466, што је 9 (2,0%) становника више него 2000. године.
| Група             | 2000.       | 2010.       |
| Белци             | 436 (95,4%) | 417 (89,5%) |
| Афроамериканци    | 0 (0,0%)    | 0 (0,0%)    |
| Азијати           | 3 (0,7%)    | 2 (0,4%)    |
| Хиспаноамериканци | 9 (2,0%)    | 21 (4,5%)   |
| Укупно            | 457         | 466         |